# Peugeot 405
Der Peugeot 405 ist ein Mittelklassefahrzeug der französischen Automobilmarke Peugeot. Er ersetzte den zwischen Kompaktklasse und Mittelklasse angesiedelten und kleineren Peugeot 305, ebenso nach und nach den größeren, in der Mittelklasse und oberen Mittelklasse angesiedelten Peugeot 505. Dieser wurde bis zum Erscheinen des oberen Mittelklasse-Modells Peugeot 605 parallel zum 405 in höherwertigen Ausstattungen und Motorisierungen angeboten.
Der 405 wurde in Europa von Herbst 1987 bis Spätsommer 1995 (Break: Frühjahr 1988 bis Herbst 1996) hergestellt und wurde als CKD-Fahrzeug bis 2013 in Ägypten (bei Arab American Vehicles) und bis 2024 im Iran (bei Iran Khodro) produziert.
Nachfolger wurde im Spätsommer 1995 der Peugeot 406.

## Geschichte
Das Fahrzeug war ab Oktober 1987 zunächst nur als Stufenhecklimousine lieferbar. Der Kombi mit dem traditionellen Zusatz Break kam im Mai 1988 auf den Markt.
Die Karosserie zeigte, wie bei vielen anderen Peugeot-Modellen, deutliche Einflüsse des italienischen Karosseriers Pininfarina. Sie wirkte zur Zeit ihrer Erscheinung Ende der 1980er Jahre sehr modern. Äußerlich trug sie ihrer Zeit Rechnung durch den besonders guten Luftwiderstandsbeiwert von etwa 0,3. Ähnlich anderen nach diesen Gesichtspunkten konstruierten Fahrzeugen (wie Audi 100 oder Opel Omega) weist deshalb auch der 405 im Sommer eine hohe Innenraumaufheizung auf.
Es gab ein breites Motorenspektrum, mit Hubräumen zwischen 1,4 und 2 Litern. Es gab anfangs noch Vergasermotoren. Die Konzern-Diesel (bekannt auch vom 205) waren sehr beliebt und zuverlässig; um die 300.000 km bei der Benzinvariante und noch mehr in der Dieselausstattung sind keine Seltenheit. Die Basisausstattung fing beim 405 GL mit 47 kW/64 PS an und reichte bis zum 405 SRI mit 88 kW/120 PS. Die Topausstattung im 405 war der Mi16 mit 1,9 Liter und 116 kW/158 PS bzw. ab 1988 mit Kat. 108 kW/147 PS, ab 1993 dann mit 112 kW/152 PS.
Zwischen 1988 und 1991 wurde der 405 als letzter Peugeot in den USA angeboten (inklusive des Mi16).
Der 405 wurde in den gehobenen Ausstattungen auch mit Allrad-Antrieb angeboten, nämlich mit manueller Differenzialsperre im 405 SRI x4 und mit permanentem Allradantrieb im 405 Mi16x4. Es gab zahlreiche Sondermodelle, wie zum Beispiel die Sonderserie Chamonix.
Gesucht und selten ist besonders auch die ausschließlich als Break erhältliche Roland-Garros-Version mit grünmetallic-farbener Lackierung, Alufelgen und beigefarbener Leder-Ausstattung. Im Laufe der 1990er-Jahre flossen Verbesserungen der Sicherheit in die Produktion ein. So konnte ab Herbst 1993 ein Fahrer-Airbag bestellt werden.

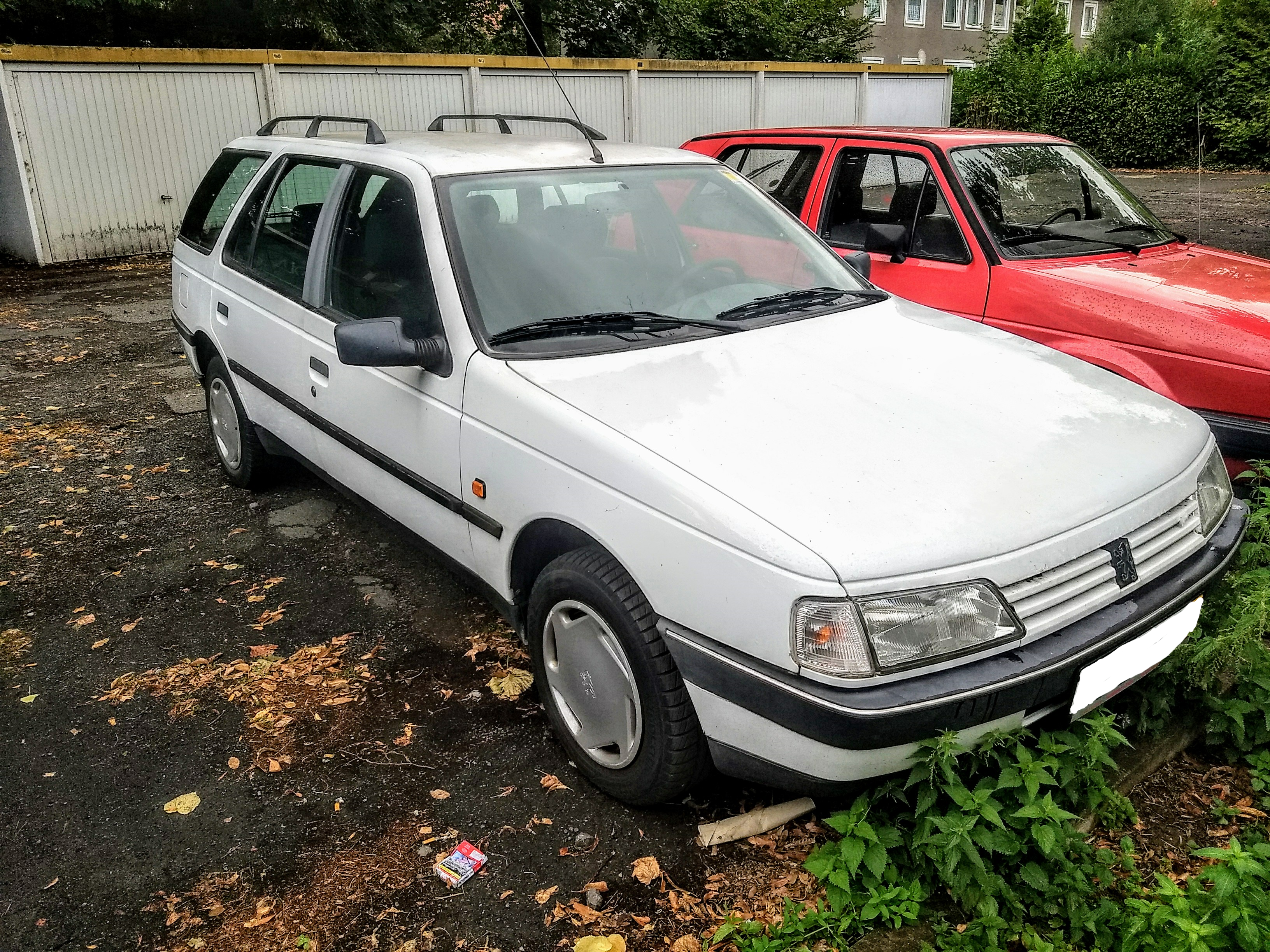
Peugeot 405 Break (1988–1996)
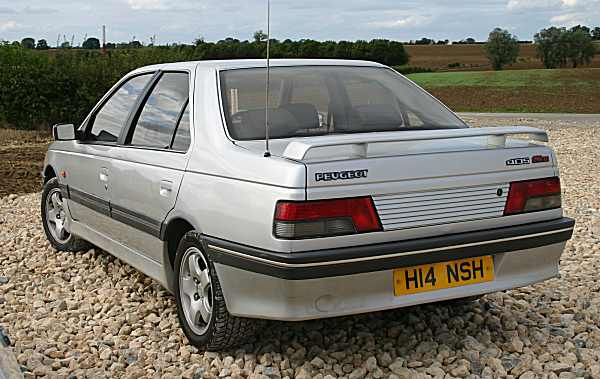
Peugeot 405 Mi16 (1987–1993)
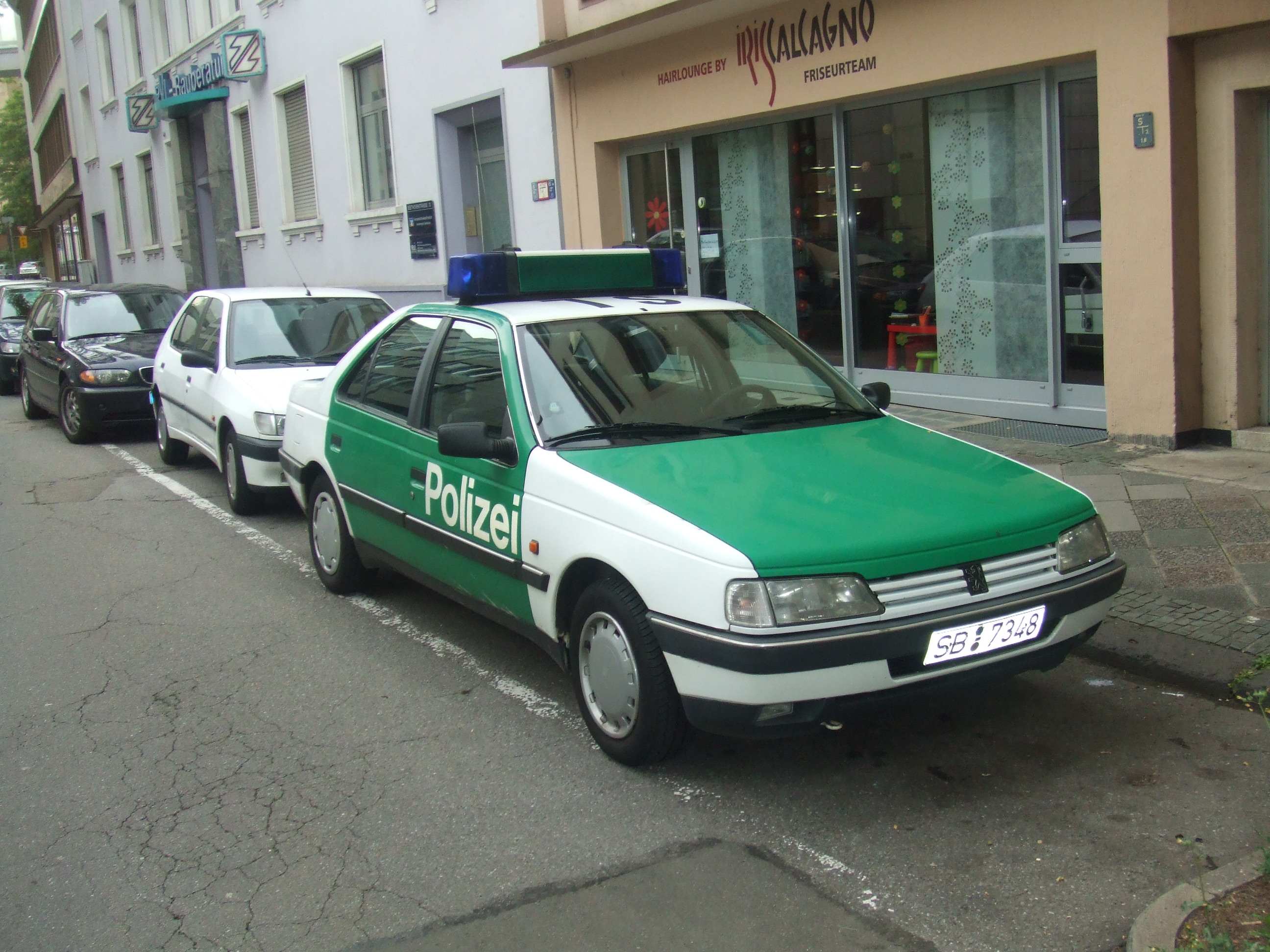
Als Polizeifahrzeug
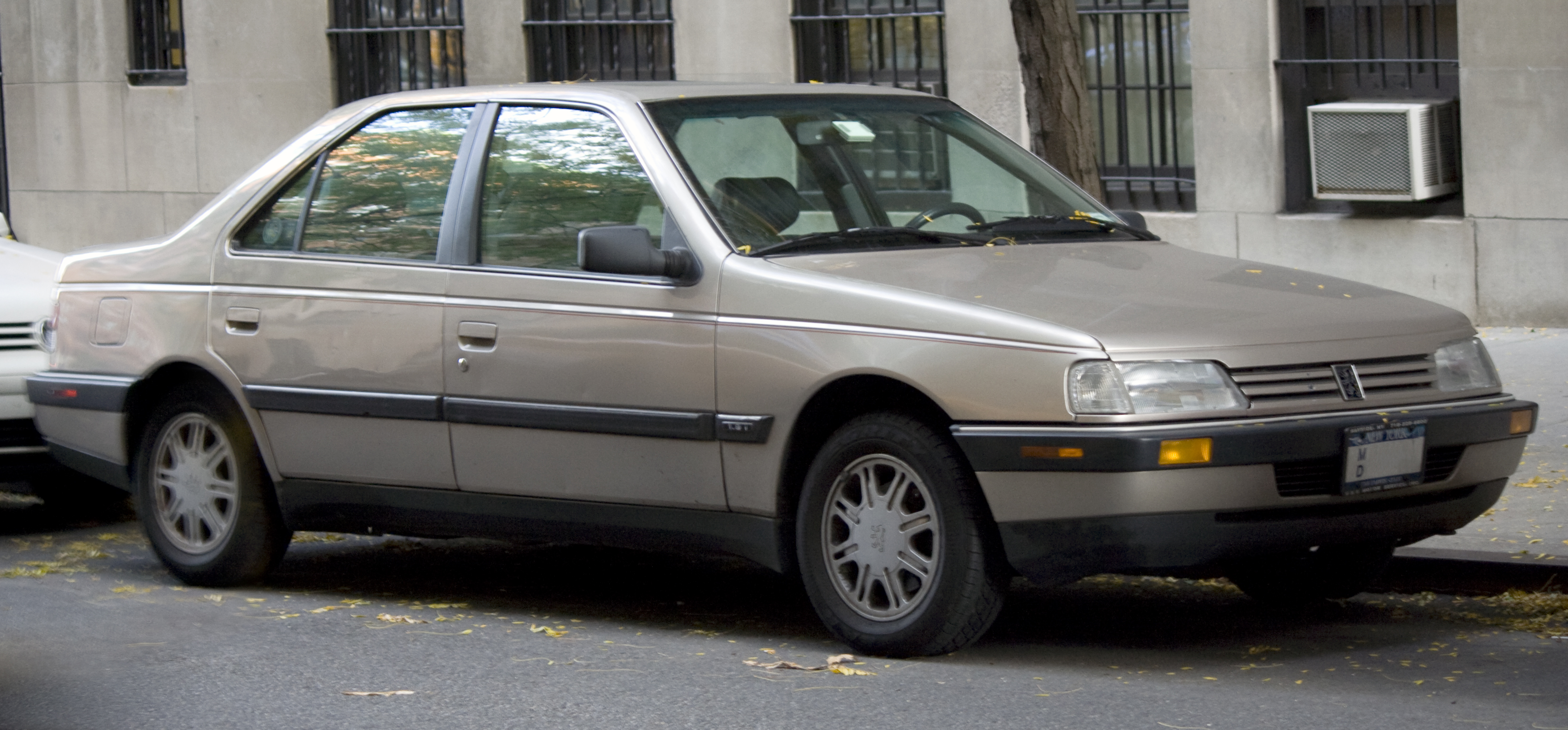
US-Modell
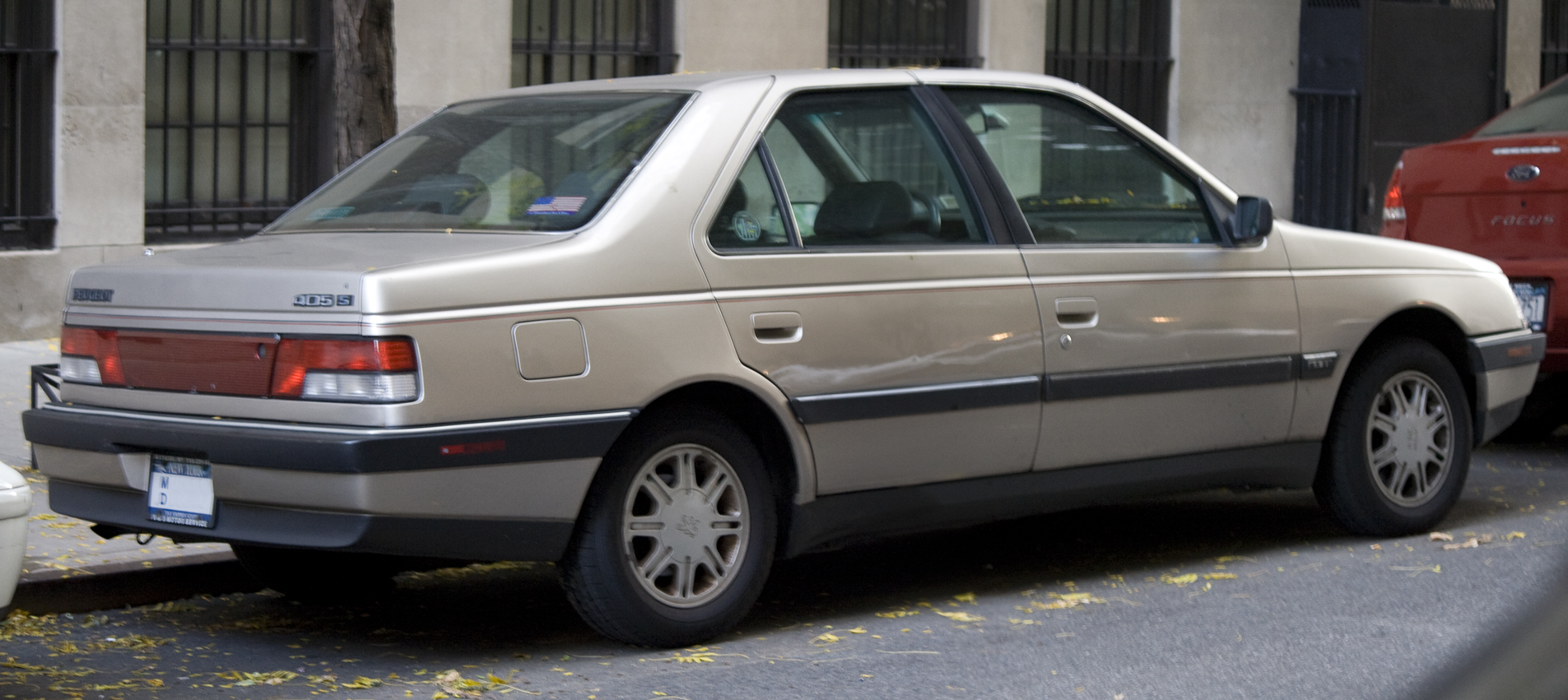
Heckansicht

### Modellpflege
Der Peugeot 405 wurde zum Modelljahr 1993 im Sommer 1992 überarbeitet. Es wurde die Karosseriestruktur zur Verbesserung der Sicherheit im Falle eines Unfalls gezielt verstärkt. Bei der Limousine wurde der Kofferraumdeckel derart verändert, dass sich die Ladekante nunmehr 14 cm tiefer befand. Zudem fand ein völlig neues Armaturenbrett Verwendung. Optische Veränderungen beinhalteten neue, veränderte Rückleuchten bei der Limousine, Schriftzüge in Chrom und ein Entfall der Blende zwischen den Rückleuchten. Es wurden ferner die 1,9 Liter großen Vollaluminium-Motoren auf 2,0 Liter große Gussblöcke umgestellt.
Im September 1995 wurde die Produktion der Limousine eingestellt, da der Nachfolger Peugeot 406 bereits in den Startlöchern stand. Die Kombiversion Break wurde noch bis September 1996 angeboten.

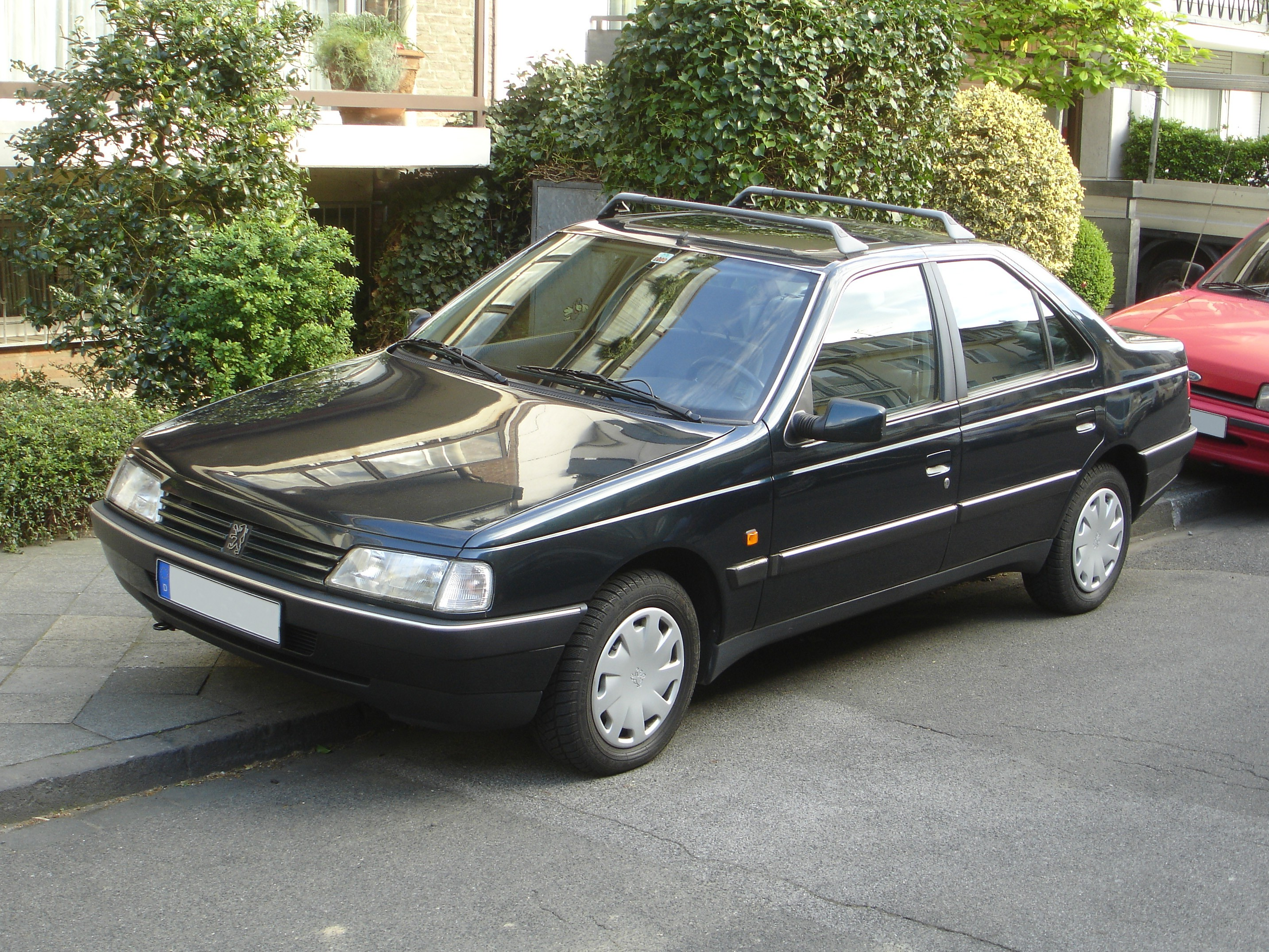
Peugeot 405 (1993–1995)
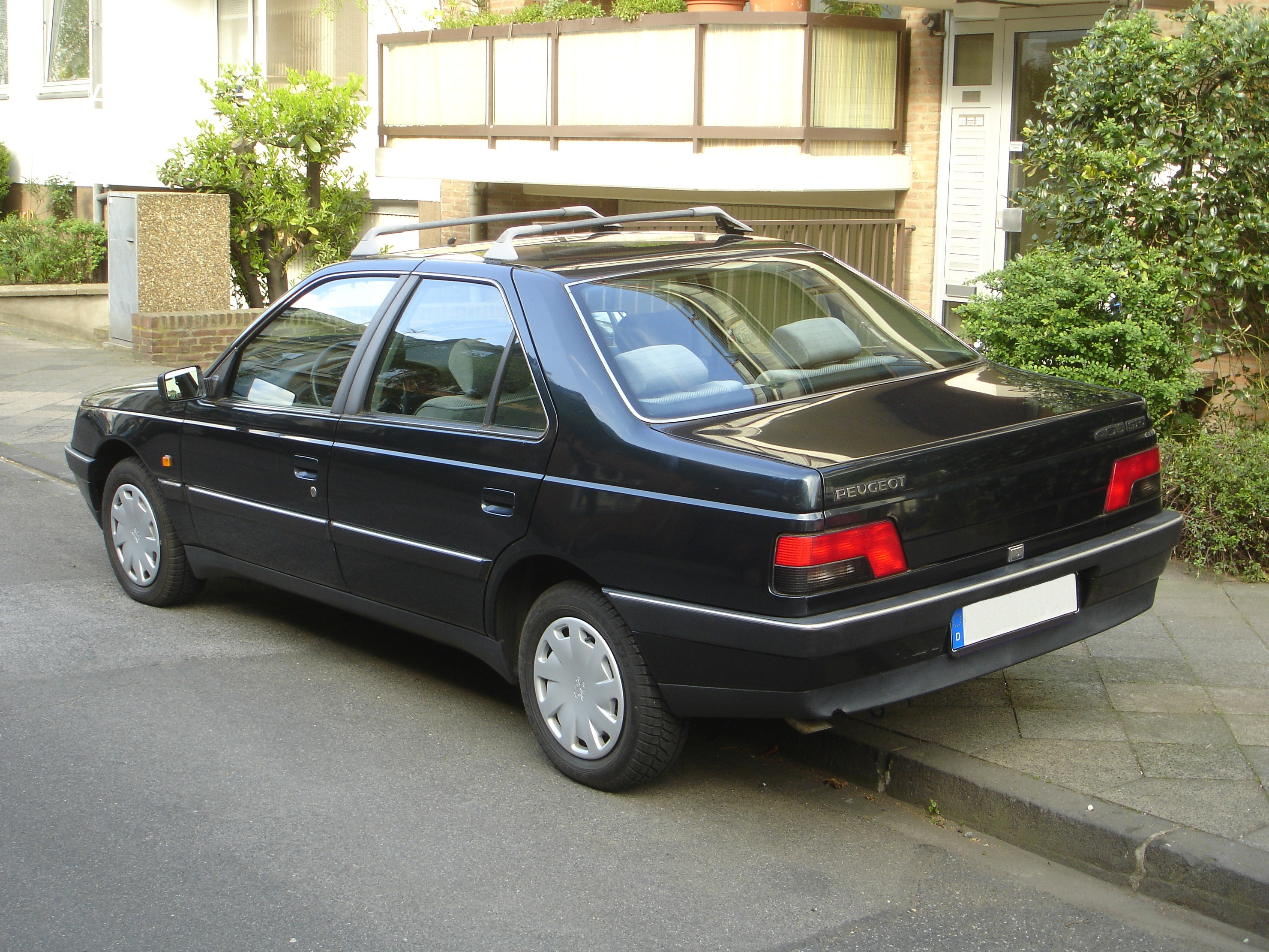
Heckansicht

Der Peugeot 405 ist in Deutschland inzwischen relativ selten. Viele Fahrzeuge wanderten wegen ihres haltbaren Dieselmotors nach Osteuropa. In Frankreich gehört der 405 wegen der sehr hohen Verbreitung nach wie vor zum Straßenbild. Vereinzelt ist er sogar noch als Gendarmerie-Fahrzeug zu sehen. Auch im Saarland wurde der Peugeot 405 als Streifenwagen eingesetzt, sowohl als Limousine wie auch als Break. In Kuba rollt der 405 zahlreich als Taxi – gern ohne Airbag und ohne Gurte für die Rücksitzbank.

## 405 Turbo 16
Die Leistungsspitze stellte 1992 der 405 Turbo 16 (405 T16) dar, der mit einem 2-Liter-16V-Turbomotor vom Typ XU10J4TE ausgerüstet war. Dieser hat einen Garrett-Lader (VAT 25) mit verstellbarer Geometrie. Zudem hat er einen wassergekühlten Ladeluftkühler und eine sequenzielle Magneti-Marelli-AP-Einspritzung. Der 2,0-Liter-Motor leistete 144 kW (196 PS) und kurzzeitig sogar 162 kW (220 PS). Dies wird durch den Turbo-Overboost ermöglicht, welcher den Ladedruck kurzzeitig auf 1,3 Bar erhöht.
Eine Leder-Alcantara-Ausstattung, Wegfahrsperre, permanenter Allradantrieb mit hydraulisch gefederter Hinterachse mit Torsendifferenzial, sowie ein Verteilergetriebe mit Viskosperre waren serienmäßig.
Das Auto hatte einen Neupreis von 60.000,– DM. Es wurden 1046 Stück gebaut, 46 davon bekam die Gendarmerie. Lediglich 99 Exemplare wurden nach Deutschland ausgeliefert.

### Motorsport
Im Rennsport setzte man auf einen 405 Turbo 16 als Coupé. Dieses Fahrzeug hatte einen Mittelmotor mit 294 kW (400 PS) und Allradantrieb. Damit nahm Peugeot von 1987 bis 1990 an der Rallye Paris-Dakar teil, außerdem 1988 am Pikes Peak mit einer Aufrüstung auf 441 kW (600 PS).
Nach dem Verbot der Gruppe B Mitte der 1980er-Jahre setzte Peugeot die Rallye-Erfahrungen in der Wüstenrallye Paris–Dakar und am Pikes Peak ein. Bei diesen Veranstaltungen nahmen die Modelle 205 Turbo 16 und 405 Turbo 16 teil.
Der Peugeot 405 Turbo 16 basiert in der Rennversion auf der Allrad-Turbo-Technik des 205 Turbo 16. Wie dieser hatte er permanenten Allradantrieb und den XU8T-Motor. Dieser Motor ist speziell für den Rennsport entwickelt worden. Er ist als Mittelmotor rechts im Fahrzeug platziert und hat einen Hubraum von 1775 cm³, der durch den Turbofaktor 1,4 einem virtuellen Hubraum von 2500 cm³ entspricht. Der wassergekühlte Turbolader des Herstellers Garrett, der damals auch in der Formel 1 in dieser Größe verwendet wurde, lädt den Motor mit bis zu 2,8 bar Ladedruck auf. Dieser Motor leistet bei der Paris Dakar 294 kW (400 PS) und auf dem Pikes Peak 441 kW (600 PS). Neben dem Motor sitzt auf der linken Seite das handgeschaltete Sechsganggetriebe. Die Räder sind vorne und hinten einzeln an Dreiecks-Querlenkern oben und unten aufgehängt. Die Federung besteht aus Schraubenfedern und koaxialen Teleskop-Stoßdämpfern. Vorne und hinten sind innenbelüftete Scheibenbremsen eingebaut. Das Gewicht lag in der Pikes-Peak-Version bei 800 kg. Dank des guten Leistungsgewichts benötigt der 405 T16 für die Beschleunigung von 0 auf 210 km/h ca. 8 Sekunden auf Asphalt.
Die Paris-Dakar-Rallye wurde von Peugeot von 1987 bis 1990 gewonnen. Bei der ersten Teilnahme des 405 bei der Paris-Dakar wurde Ari Vatanens Wagen gestohlen. Anschließend wurde er nach Auffinden des Wagens wegen verspäteten Starts disqualifiziert. 1988 war es dann so weit, der Bahnrekord von Walter Röhrl am Pikes Peak sollte gebrochen werden. Ari Vatanen unterbot schon im Training die Zeiten des im Vorjahr dominierenden Audifahrers. Am Renntag hatte Vatanen den Rekord schon ad acta gelegt, da es auf den ersten Kilometern des Bergs stark regnete, er sollte aber dennoch die von Röhrl im Audi Sport quattro E2 aufgestellte Rundenzeit unterbieten.

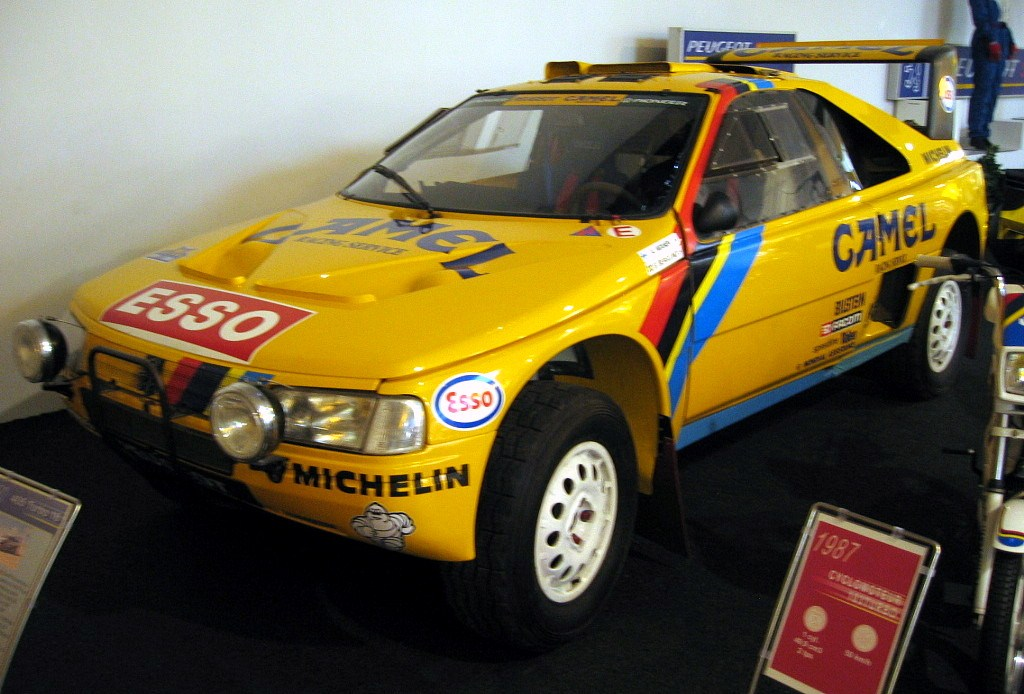
Peugeot 405 Turbo 16
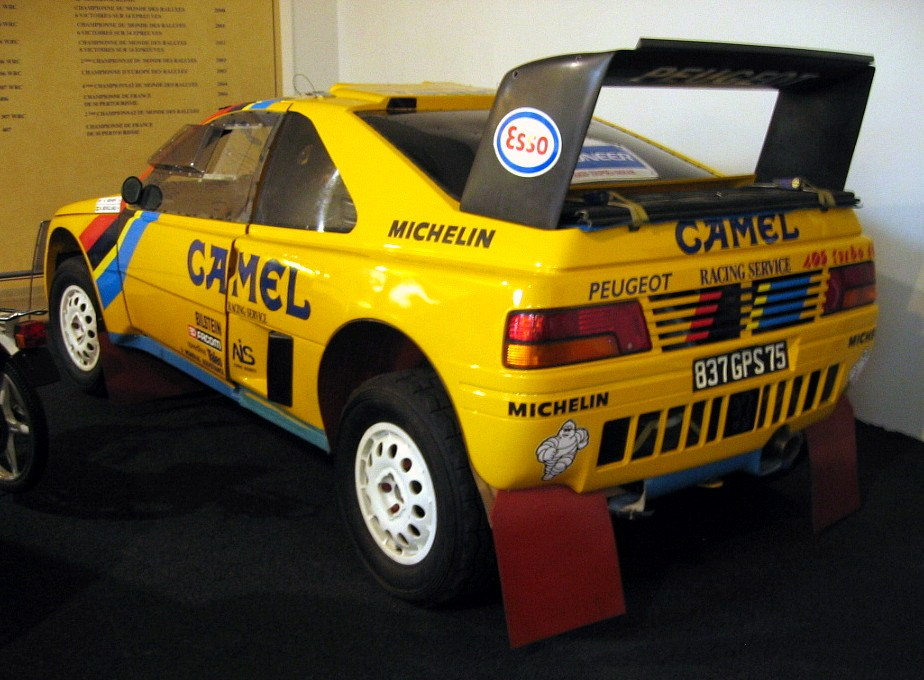
Heckansicht
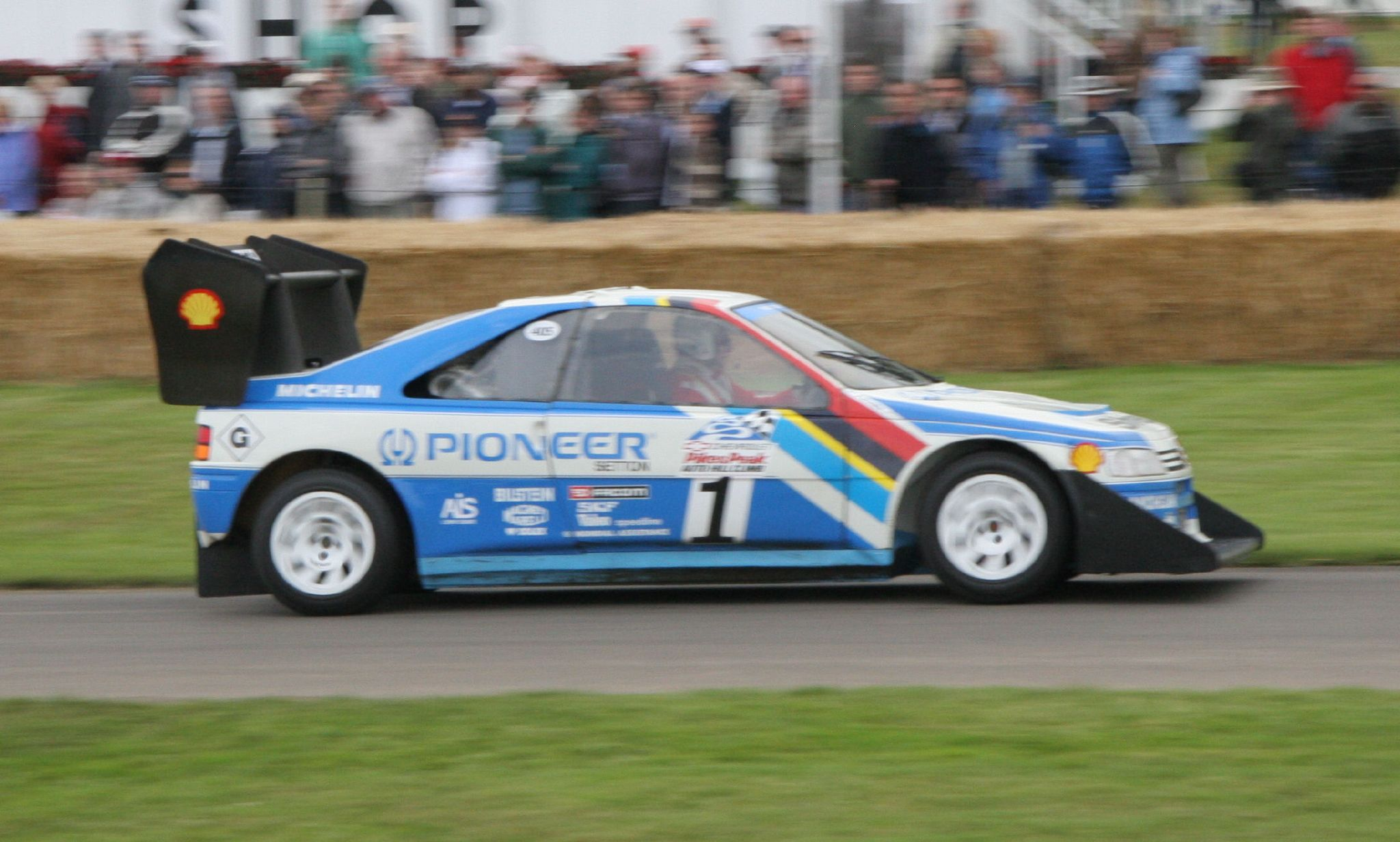
Peugeot 405 T 16 Pikes Peak

## Trivia
In der Serie Wolfsland fährt die von Götz Schubert gespielte Hauptfigur Burkhard „Butsch“ Schulz einen silbergrauen Peugeot 405.
In der zweiten Staffel der ZDF Sendung Nicht Nachmachen! kam ein roter Peugeot 405 als Kombi vor.
Im US-Spielfilm "Honor Bound" (1988) ist ein Peugeot 405 T16 das Dienstfahrzeug des Hauptdarstellers.

## Motoren
- PSA-XU-Motor
- PSA-TU-Motor